# Epania albertisi
Epania albertisi är en skalbaggsart som beskrevs av Stefan von Breuning 1956. Epania albertisi ingår i släktet Epania och familjen långhorningar. Inga underarter finns listade i Catalogue of Life.